# چارلز ادوارد، دوک ساکس کوبورگ و گوتا
چارلز ادوارد، دوک ساکس کوبورگ و گوتا (به انگلیسی: Charles Edward, Duke of Saxe-Coburg and Gotha) (۱۹ ژوئیه ۱۸۸۴ – ۶ مارس ۱۹۵۴) از ۳۰ ژوئیهٔ ۱۹۰۰ تا سال ۱۹۱۸، آخرین حاکم دوک‌نشین ساکس کوبورگ و گوتا بود. او که نوهٔ ملکه ویکتوریا و شاهزاده آلبرت بود، تا سال ۱۹۱۹ از عناوین شاهزاده بریتانیایی، دوک آلبانی، ارل کلارنس و بارون آرکلو نیز برخوردار بود.
دوران کودکی چارلز ادوارد در بریتانیا گذشت، اما در دوران نوجوانی بعد از مرگ عمو و پسرعمویش، وارث تاج و تخت دوک‌نشین ساکس کوبورگ و گوتا در امپراتوری آلمان شد و تحصیلات خود را در آن کشور ادامه داد. وی در سال ۱۹۰۵ و بعد از رسیدن به سن قانونی، حکومت را بر اختیار گرفت و در حکومت، به امپراتور ویلهلم دوم وفادار بود.
چارلز ادوارد در ۱۱ اکتبر ۱۹۰۵ با شاهدخت ویکتوریا آدلاید شلسویگ-هولشتاین، برادرزادهٔ همسر ویلهلم دوم ازدواج کرد و از این ازدواج صاحب پنج فرزند شد. دختر بزرگ وی، شاهدخت سیبیلا در سال ۱۹۳۲ با شاهزاده گوستاو آدولف سوئد ازدواج کرد و مادر کارل گوستاف شانزدهم، پادشاه کنونی سوئد بود.
در طی جنگ جهانی اول، وفاداری چارلز ادوارد به آلمان باعث شد که در بریتانیا به چشم دشمن دیده شود و عناوین و القاب بریتانیای او توسط پسرعمویش جرج پنجم، سلب گردید و نام وی از فهرست دارندگان نشان بند جوراب حذف شد. از طرف دیگر، وی مقام خود در ساکس کوبورگ و گوتا را در پیامد انقلاب ۱۹۱۹–۱۹۱۸ آلمان از دست داد. در سال‌های بعد او به سمت سیاست‌های راست تندرو گرایش پیدا کرد و بعداً به همکاری با آلمان نازی پرداخت. بعد از جنگ جهانی دوم، املاک وی در منطقه تحت اشغال شوروی (بعدها آلمان شرقی) مصادره گردیده و در دادگاه‌های نازی‌زدایی به پرداخت جریمه محکوم شد. وی در سال ۱۹۵۴ در کوبورگ که در آن زمان بخشی از ایالت بایرن در آلمان غربی بود، در فقر و در اثر ابتلا به سرطان درگذشت.